# Los Escobazos
Los escobazos es una Fiesta de Interés Turístico Nacional que se desarrolla anualmente al caer la noche del 7 de diciembre hasta la madrugada del 8 de diciembre, día de la festividad de la Inmaculada Concepción, en el municipio de Jarandilla de la Vera (Cáceres), España.

## Origen
Al atardecer del día 7 de diciembre los cabreros de Jarandilla de la Vera bajaban al pueblo desde los pastos de la sierra de Gredos para celebrar al día siguiente la fiesta de la “Virgen de la Concepción”. Era una de las pocas jornadas festivas que podían disfrutar.

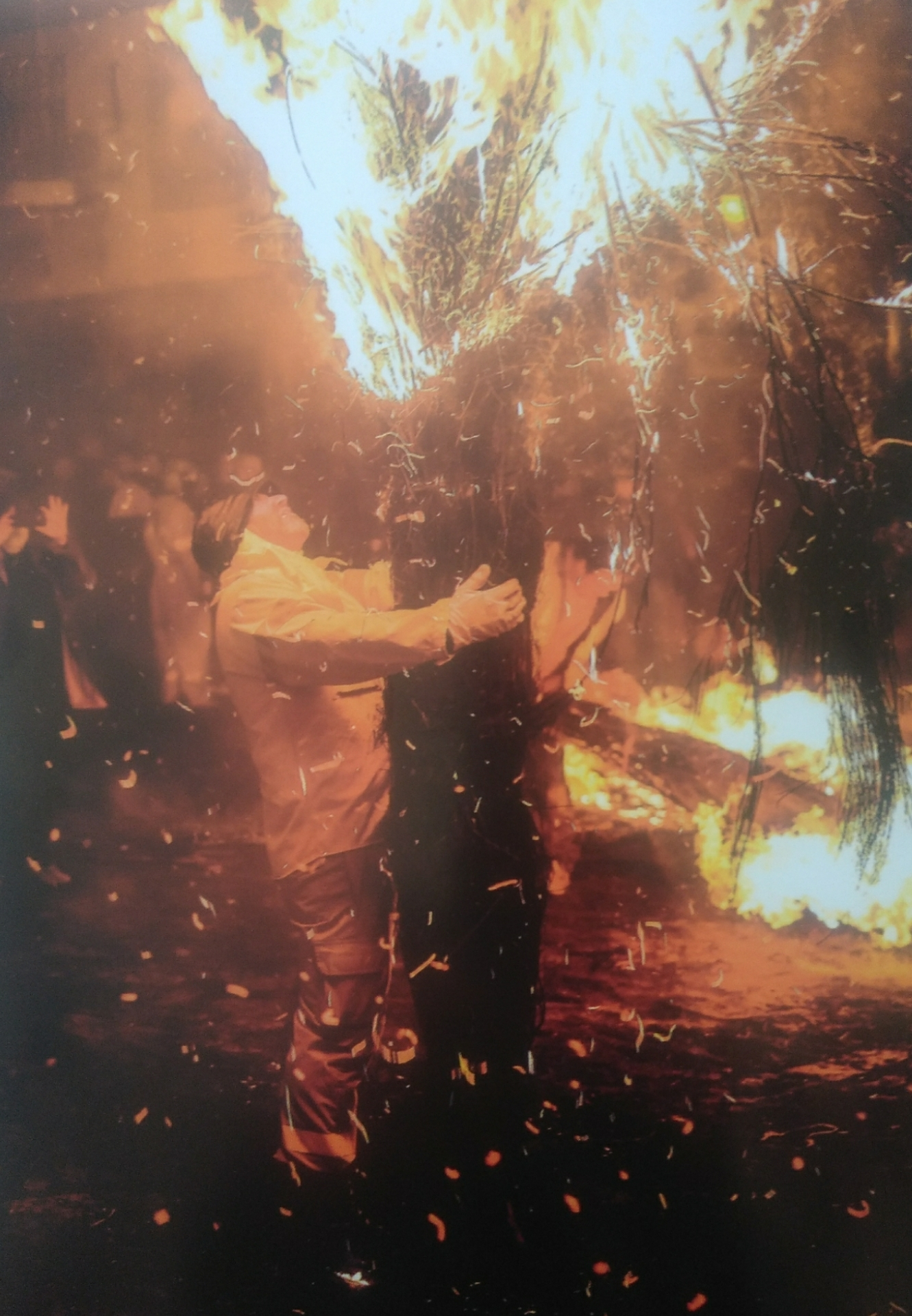
"Escobón" ardiendo

El descenso desde las montañas, al anochecer y por caminos abruptos, propiciaba las caídas y para evitarlas los pastores se alumbraban con largas teas formadas con retamas secas atadas con cuerdas elaboradas con fibra de pita (“escobones”). Y de paso espantaban a los lobos.
Al llegar a la localidad los pastores apagaban los “escobones” golpeándose entre ellos como gesto festivo, entonaban los cánticos establecidos para esta ocasión y repetían los tragos de vino de pitarra.

## Evolución
La fiesta decayó a mediados del siglo XX a causa de la despoblación por la emigración del campo a la ciudad.
Años después fue recuperada por los maestros, que animaron a los niños a elaborar sus “escobones” a la antigua usanza y salir en la procesión de la “Concepción”.
La iniciativa tuvo éxito y pronto fue secundada por los adultos, hasta el punto de que desde finales del siglo XX se ha convertido en una manifestación popular secundada por niños, hombres y mujeres.

## La fiesta
Al atardecer del 7 de diciembre en diversos puntos de la población se montan grandes piras con maderas y ramas secas que permanecerán ardiendo hasta avanzada la madrugada. 

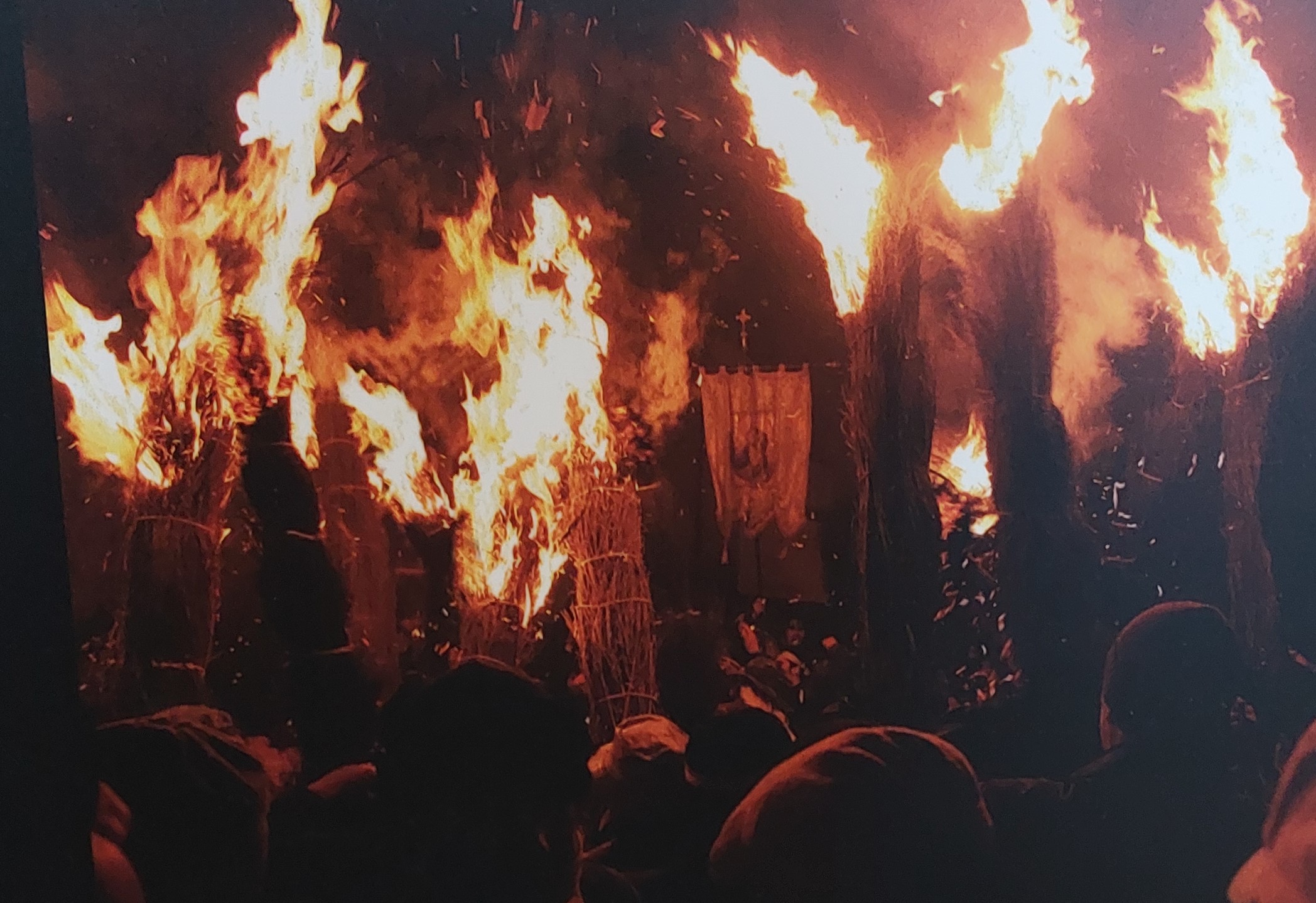
La procesión iluminada por los "escobones". En el centro de advierte el estandarte de la "Concepción"

A las nueve de la noche sale la procesión de la parroquia de Santa María de la Torre que tiene como protagonista el “Estandarte de la Virgen de la Concepción”. Lo lleva el mayordomo que monta un borrico, y le acompañan jinetes a caballo. El cargo honorífico de mayordomo se adquiere en subasta pública. La tradición considera que las caballerías que participan en la procesión se verán libres de enfermedad durante el siguiente año. La comitiva está formada principalmente por el pueblo en general que espontáneamente, sin orden ni concierto, arropa al estandarte, al tiempo que los “escobones” iluminan el trayecto que termina con el regreso a la parroquia.
Tras la procesión comienza una larga noche de cánticos y vivas a la Concepción. Los que reparten “escobazos” van protegidos con ropas viejas, gorros y guantes y procuran golpear de cintura para abajo. Al mismo tiempo, las hogueras arden en distintos lugares de Jarandilla hasta bien avanzada la noche. La mayor de ellas se encuentra ante la ermita de la Virgen de Sopetrán, la patrona de la localidad.

## Música y cantos
Los participantes entonan cantos tradicionales al tiempo que marcan el ritmo con instrumentos caseros, como sartenes, calderos, tapaderas de cazuelas, botellas de anís y otros elementos domésticos, además de tambores.
Los cánticos pueden ser de contenido religioso, aunque en este se mezcla quizá la fiesta de la Inmaculada Concepción de María con la de su Asunción al Cielo

Virgen de la Concepción

Mañana será tu día
Y “suberás” a los cielos

¡Quién fuera en tu compañía!

En esta se hace referencia al origen de la fiesta:

Toda la noche venimos 

“Roando” (rodando) como un troncón
Solo por venir a verte

Virgen de la Concepción.

También hay letrillas de contenido más prosaico:

No te pedimos el tonto

Ni tampoco la vejiga
Que te pedimos por Dios

Que nos des una morcilla.

## Museo de los escobazos

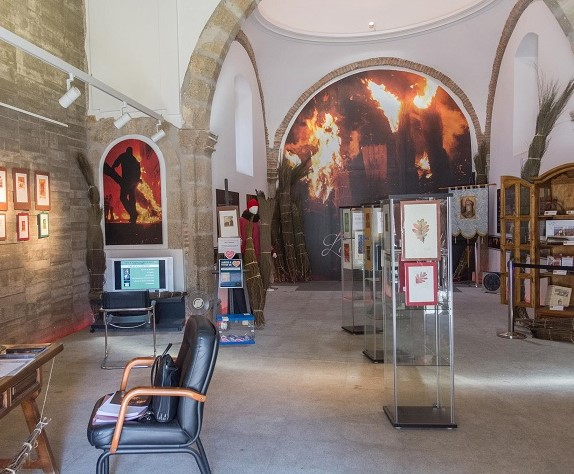
Museo Los escobazos

Está instalado en la ermita del Santo Sepulcro, junto a la parroquia.
Ofrece información sobre la fiesta a base de paneles sobre la historia de la fiesta, la fabricación de los “escobones” y los cánticos populares. Además presenta fotografías, la colección de los carteles oficiales de la fiesta, vitrinas con los rudimentarios instrumentos musicales utilizados y un audiovisual.

## Fiesta de Interés Turístico
El 4 de febrero de 1991, la Consejería de Turismo, Transportes y Comunicaciones de la Junta de Extremadura le otorgó el título de "Fiesta de Interés Turístico de Extremadura".
En 2014  el Ayuntamiento de Jarandilla de la Vera realizó la solicidad para que Los escobazos sea declarada Fiesta de Interés Turístico Nacional.obteniendo dicha declaración el 31 de julio de 2024.